# Mali dvornik
Mali dvornik (stariji naziv za nju je hrdeselj; lat. Persicaria minor), ljekovita i jestiva biljka iz porodice dvornikovki, nekada klasificirana rodu dvornika, a danas u rod Persicaria. Raširena je po Euroaziji, uključujući i Hrvatsku, a introducirana je i u neke drŽave SAD–a i neke kanadske provincije, te u Portugal i Argentinu.
Mladi listovi su jestivi a Malajci ga koriste se u salatama (ulam).  Farmakološka ispitivanja ukmayzuju na protuupalna i antimikrobna djelovanja. 

## Sinonimi
- Peutalis minus (Huds.) Raf.
- Polygonum minus Huds.

## Vanjske poveznice
|  | Zajednički poslužitelj ima stranicu o temi Persicaria minor    |
|  | Zajednički poslužitelj ima još gradiva o temi Persicaria minor |
|  | Wikivrste imaju podatke o taksonu Persicaria minor             |